# País de 's-Hertogenrade

Escut de 's-Hertogenrade

El país de 's-Hertogenrade era una senyoria als entorns de la ciutat del mateix nom (en alemany: Herzogenrath) fins al 1288. El castell fortificat de Rode, al marge esquerre del riu Worm i l'abadia de Kloosterrade o Rolduc i el nucli de Kerkrade en formaven el centre. Des del 1288 va fer part dels països enllà del Mosa del ducat de Brabant, al qual va mantenir certes institucions pròpies. 

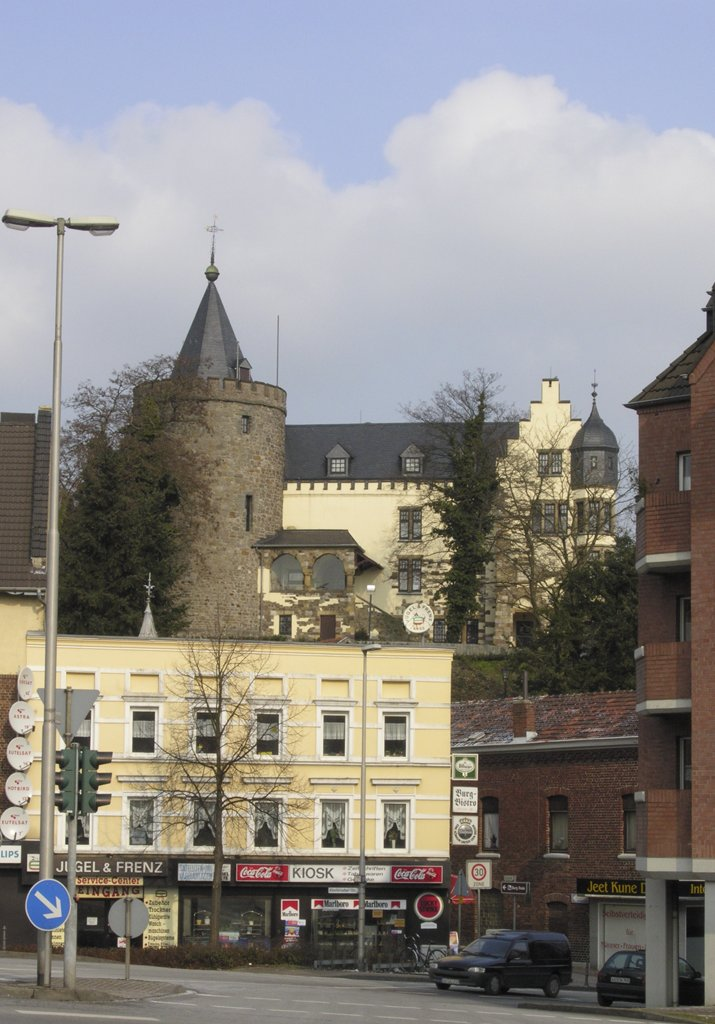
El castell de Herzogenrath

El 1661, el Tractat de partició entre Espanya i república de les Set Províncies Unides va atorgar el territori a la República. Després del Tractat de París (1815), el país s'esquinçarà entre el Regne Unit dels Països Baixos i Prússia.

## Geografia
El mot rade o rode (i les variacions roth, raedt, rath…) que hom troba en molts topónims significa terres que provenen de selves arrabassades.
Els pobles n'eren
- - avui a Alemanya: Herzogenrath, Merkstein, Übach i Welz
  - avui als Països Baixos: Gulpen, Kerkrade, Margraten, Simpelveld, Ubach over Worms i Vaals.